# ジヤトコのトランスミッション一覧
ジヤトコ株式会社が製造するオートマチックトランスミッションとCVTの型式・搭載車種一覧。

## 名称体系
日産/ジヤトコのトランスミッションの第1号モデルは3N71Bであった。3は3速、Nは「NISSAN」のN、71の数字は遊星歯車のピッチサークル、Bは開発順序（A→B）を意味する。この後継モデルもこの名称を踏襲している。L4N71B/E4N71Bでは、Lはロックアップ付きでLの部分を置き換えたEは電子制御（ただし、登場次期により制御内容に違いあり）4は4速である、RL4R01A/RE4R01Aの最初のRは"rear wheel drive"（リア・ホイール・ドライブ：後輪駆動）。さらに、前輪駆動用トランスアクスルのRL3F01Aや、その後継、RE4F04Aなども同様の名称体系となっている。
OEMの多くは別に新たなナンバーを振っている。ジヤトコもジヤトコのJから始まる新たな名称体系に変更した。Fは前輪駆動、Rが後輪駆動。次の桁がギア数（CVTは「0」）。モデルシリーズは2桁で連番で使用される。モデルシリーズとこの2桁とはぴったり対応するものではない。RE4R03AはJR403Eであるが、これと関連のないRE4F04Aも同じ403という数字をもったJF403Eとなっている。

## オートマチックトランスミッション（コンベンショナル型）

### 縦置きエンジン・後輪駆動
- 1969-1989 L3N71B - 3速
- 1983-1987 L4N71B/E4N71B - 4速ロックアップ付き/4速電子制御（マツダではN4A-EL）
- 1988-2001 RL4R01A/RE4R01A - 4速ロックアップ付き/4速電子制御 （マツダではR4A-EL）
- RE4R03A/JR403E/RG4R01A - 4速
- RE5R01A - 5速
- RE5R05A - 5速
- A5S300J - 5速

### 横置きエンジン・前輪駆動
- 1982-1990 RL3F01A/RN3F01A - 3速 トランスアクスル
- 1982-1985 RL4F01A - 4速 トランスアクスル
- 1985-1994 RE4F02A/RL4F02A - 4速 トランスアクスル
- 1991-2001 RE4F03A/RL4F03A - 4速 トランスアクスル
- 1992-2001 RE4F04A/RE4F04V - 4速 トランスアクスル（GEO/いすゞでは4F20E/JF403E、マツダではLJ4A-EL）

### 前輪駆動トランスアクスル
- 超軽量 軽自動車用 3速 
  - スズキ・アルト、マツダ・キャロル、日産・ピノ
- 高性能 軽自動車用 3速
  - 三菱・eKワゴン、三菱・ミニカ、日産・オッティ
- 高性能 コンパクト用 3速
  - プロトン・ペルダナ (Perdana)
- 超軽量 軽自動車用 4速
  - 三菱・eKアクティブ/クラッシィ/スポーツ/ワゴン、三菱・i、日産・オッティ
- JF405E - 軽・1リッタークラスFF車用4速 （以前はJF402E）
  - スズキ・パレット、スズキ・ワゴンR、スズキ・MRワゴン、スズキ・アルト、日産・モコ、日産・ピノ、マツダ・AZ-ワゴン、マツダ・ラピュタ、マツダ・キャロル、ヒュンダイ・アトス、キア・モーニング、GM大宇・マティス
- JF404E - 超軽量 コンパクト用 4速
  - フォルクスワーゲン・ポロ、フォルクスワーゲン・ルポ、セアト・アローザ、シュコダ・ファビア
- JF414EA - 小型FF車用 4速 
  - 東風日産：マーチ
  - アフトヴァース：ラーダ・グランタ
- F03A - 小・中型FF車用 4速 
  - 日産：ティーダ、ティーダラティオ、ノート、マーチ、ウイングロード、ブルーバードシルフィ、NV200 バネット
  - ルノーサムスン自動車：SM3
- 小・中型FF車用 4速
  - 三菱：グランディス、ギャラン、ランサーセダン、ランサーワゴン
- 中型車用 4速
  - 三菱：ランサーカーゴ
- 中・大型車用 4速
  - 日産：アルティマ、クエスト、エクストレイル
  - ルノーサムスン自動車：SM5
- JF506E 中・大型車用5速AT
  - フォルクスワーゲン・ゴルフ、フォルクスワーゲン・シャラン、ランドローバー・フリーランダー、ジャガー・Xタイプ、フォード・モンデオ
- 中・大型車用 5速
  - 三菱：エクリプススパイダー、ランサーエボリューションワゴン
- JF613E　中・大型FF車用 6速
  - 三菱：エクリプススパイダー、ランサーエボリューションワゴン
  - 日産：エクストレイル

### 後輪駆動トランスミッション
- 軽自動車用 4速
  - 三菱：タウンボックス、パジェロミニ、ミニキャブ
  - 日産：クリッパーバン/トラック
- 中型車用 4速
  - 日産：スカイライン、日産・ローレル、セフィーロ A31、ステージア、エルグランド E50
- JR405E - 4速
- 中型車用 4速
  - マツダ：RX-8、ボンゴ
- 中・大型車用 4速
  - 日産：シーマ4WD
- 中・大型車用5速
  - 三菱：パジェロ
- JR507E/JR509E - 中・大型車用5速
  - 日産：プレジデント、シーマ、セドリック Y31、グロリア Y31、フーガ、ローレル C33、セフィーロ A31、スカイライン R33、エルグランド、フェアレディZ、NV350 キャラバン、パスファインダー
  - スバル：レガシィ・ターボ
- A5S300J - 中・大型車用5速
  - BMW：5シリーズ E39 1996年5月から2000年8月にかけての一部モデル
- JR710E/JR711E - 中・大型FR車用7速
  - 日産：スカイライン・セダン・クーペ、スカイライン クロスオーバー、フェアレディZ、フーガ、キャラバン
- JR712E - ハイブリッドFR車用
  - 日産：フーガハイブリッド、シーマ、スカイライン
  - インフィニティ：Q50、Q70
- JR913E - FR車用9速
  - 日産：タイタン、フロンティア、フェアレディZ RZ34、パトロール、アルマーダ
  - インフィニティ：QX80

## 無段変速機（CVT）

### 前輪駆動
- JF012E - 軽自動車用
  - スバル: ステラ、R2、R1、プレオ
  - スズキ: ワゴンR、パレット、アルトラパン
- JF009E 小型車用
  - 日産: ティーダ、ノート、キューブ、マーチ、ウイングロード
- ジヤトコ・CVT7（JF015E〔変速比幅7.3〕、ジヤトコ・JF020E〔変速比幅8.7〕）- 軽・小型FF車用 副変速機付
  - 日産: ジューク、ノート、マーチ、ウイングロード、ルークス、モコ
  - 三菱自動車: ミラージュ、デリカD:2
  - スズキ: スイフト、スプラッシュ、ソリオ、ワゴンR、ワゴンR スティングレー、パレット、パレット SW、MRワゴン、アルト、ラパン
- JF011E 中型FF車用
  - 日産自動車: エルグランド、ラフェスタ、セレナ、ブルーバードシルフィ、セントラ、ティアナ、エクストレイル、ムラーノ
  - 三菱自動車: アウトランダー、ギャランフォルティス、RVR、デリカD:5(ガソリンエンジンのみ)
  - スズキ: キザシ
  - ルノー: コレオス、メガーヌ
  - クライスラー: ダッジ・キャリバー、ジープ・コンパス、ジープ・パトリオット
- F1C1 小型車用
  - 三菱: コルト、コルトプラス、ランサー
- ジヤトコ・CVT-8
  - ジヤトコ・JF016E
    - 三菱自動車: エクリプス クロス

  - JF017E - 中・大型FF車用、金属チェーン式、最大許容トルク380 N·m
    - 日産自動車: セレナ、アルティマ

  - JF018E/JF019E ハイブリッドFF車用
    - 日産: インフィニティQX60ハイブリッド、エクストレイルハイブリッド
- JF010E 大型車用
  - 日産: エルグランド、ティアナ、プレサージュ、ムラーノ、マキシマ
- F06A
  - 日産: プリメーラ
- ジヤトコ・CVT-S - 変速比幅6.0、排気量1リットル以下のミニ車向け
- ジヤトコ・CVT-X (JF022E) - 変速比幅8.2、金属チェーン式、最大許容トルク330 N·m
  - 日産・キャシュカイ2021、日産・エクストレイル2021

#### エクストロニックCVT

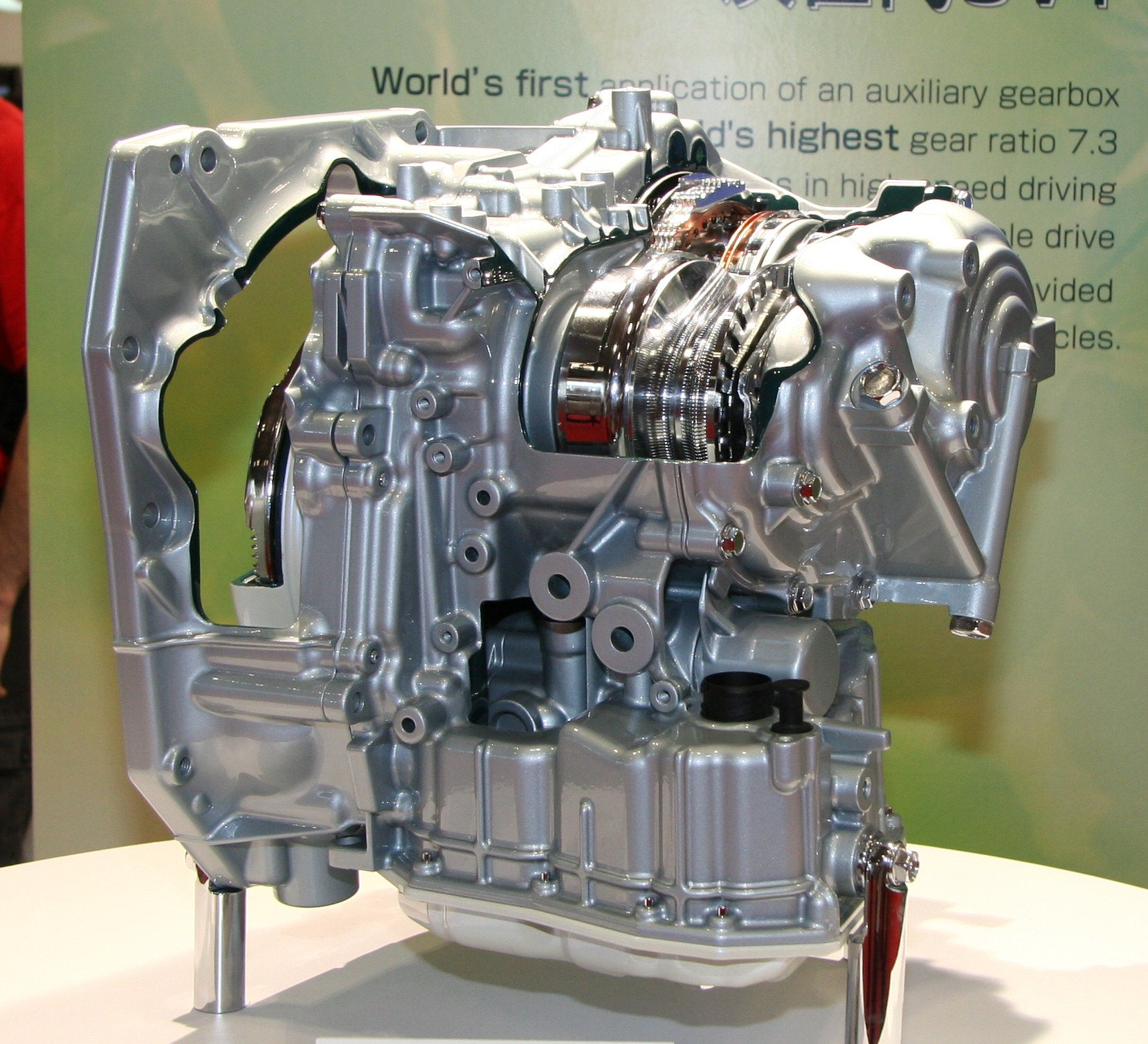
副変速機付CVT。ジヤトコ・JF015E型。

日産はジヤトコと共同開発したCVTに「エクストロニックCVT（Xtronic CVT）」という商標を付けている。名称の由来は「欧米でなじみのある『トロニック』とエクセレントなどの『X』をつなげた造語」である。ティアナ、ムラーノ、プレサージュ等に搭載されたマニュアルモード付6段変速のエクストロニックCVT-M6（2003年、ジヤトコ・JF010E型）は、2004年自動車技術会技術開発賞を受賞し、日本の自動車技術330選に選ばれた。
2009年に導入されたJF015E型は世界初の副変速機付ベルト式CVTである。

### 後輪駆動
- JR006E 中・大型車用トロイダル
  - 日産：スカイライン 350GT-8

## ハイブリッド車用システム
- 日産・ティーノハイブリッド